# هان میونگ‌هو
هان میونگ‌هو (کره‌ای: 한명회; هانجا: 韓明澮؛ زادهٔ ۲۶ نوامبر ۱۴۱۵ - درگذشتهٔ ۲۸ نوامبر ۱۴۸۷) سیاستمدار و سرباز کره‌ای در دورهٔ چوسان بود.
او مورد اعتمادترین تاکتیک‌پرداز شاهزادهٔ بزرگ سویانگ در طول کودتای ۱۴۵۳ و وقایع پس از آن بود که منجر به پادشاه شدن او شد. نام او در سال ۱۴۵۳ (کره‌ای: 정난공신; هانجا: 靖難功臣) و در سال ۱۴۵۵ (کره‌ای: 좌익공신; هانجا: 佐翼功臣) به عنوان یک فرد شایسته و ممتاز رتبه اول ثبت شده است.

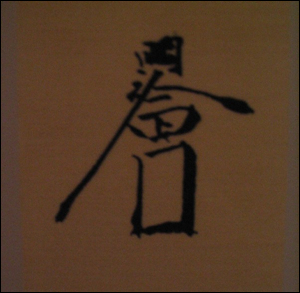
امضای هان میونگ‌هو

## فرهنگ عامه
- کیم جونگ-گیول در سریال تلویزیونی پادشاه و من که از شبکهٔ SBS در سال‌های ۲۰۰۷–۲۰۰۸ پخش شد، نقش او را بازی کرد.
- لی هی-دو در سریال تلویزیونی عشق شاهزاده خانم محصول ۲۰۱۱ شبکهٔ KBS2، این نقش را بازی کرد.
- جو هی-بونگ در سریال تلویزیونی درختی با ریشهٔ عمیق محصول ۲۰۱۱ شبکهٔ SBS نقش او را بازی کرد.
- سون بیونگ-هو در سریال تلویزیونی اینسو، ملکهٔ مادر محصول شبکه JTBC در سال‌های ۲۰۱۱–۲۰۱۲ نقش او را بازی کرد.
- سون هیون-جو در فیلم «شوخ‌طبعان: تغییردهندگان بازی» محصول ۲۰۱۹ نقش او را بازی کرد.